# Tiro com arco nos Jogos Paralímpicos de Verão de 2024
As competições de tiro com arco nos Jogos Paralímpicos de Verão de 2024 foram disputadas entre 29 de agosto e 5 de setembro de 2024 no Les Invalides, em Paris, França. Os atletas que disputaram o tiro com arco possuem deficiência física e se locomovem por cadeira de rodas.

## Eventos
Os atletas são classificados conforme a extensão de sua deficiência, fazendo com que compitam com atletas que tenham uma deficiência semelhante.
Existem duas categorias de competição no tiro com arco paralímpico:
- Abertas (Aberto) - Atletas com deficiência física e que utilizam cadeira de rodas ou que não tenham equilíbrio. Estes atletas competem em pé, com a ajuda de suportes, ou sentados. Atletas nesta categoria competirão em seis eventos.[3]
- W1 - Atletas com deficiência física e que utilizam cadeira de rodas para realizar os disparos. Nesta categoria, atletas podem utilizar arcos modificados ou arcos recurvos, desde que atendam as exigências do Comitê.[3]

Uma terceira categoria, V1, para atletas com deficiência visual, não faz parte desta edição dos Jogos.
| Individual masculino | Individual masculino | Individual masculino | Individual feminino | Individual feminino | Individual feminino | Pares mistos | Pares mistos | Pares mistos |
| Composto             | Composto             | Recurvo              | Composto            | Composto            | Recurvo             | Composto     | Composto     | Recurvo      |
| -------------------- | -------------------- | -------------------- | ------------------- | ------------------- | ------------------- | ------------ | ------------ | ------------ |
| W1                   | Aberto               | Aberto               | W1                  | Aberto              | Aberto              | W1           | Aberto       | Aberto       |

## Medalhistas
| Evento                                    | Ouro                                           | Prata                                        | Bronze                                  |
| ----------------------------------------- | ---------------------------------------------- | -------------------------------------------- | --------------------------------------- |
| Arco composto W1 masculino (Detalhes)     | Jason Tabansky USA Estados Unidos              | Han Guifei CHN China                         | Zhang Tianxin CHN China                 |
| Arco composto aberto masculino (Detalhes) | Matt Stutzman USA Estados Unidos               | Ai Xinliang CHN China                        | He Zihao CHN China                      |
| Arco recurvo aberto masculino (Detalhes)  | Harvinder Singh IND Índia                      | Łukasz Ciszek POL Polônia                    | Mohammad Reza Ameri IRI Irã             |
| Arco composto W1 feminino (Detalhes)      | Chen Minyi CHN China                           | Šárka Musilová CZE Chéquia                   | Tereza Brandtlová CZE Chéquia           |
| Arco composto aberto feminino (Detalhes)  | Öznur Cüre TUR Turquia                         | Fatemeh Hemmati IRI Irã                      | Jodie Grinham GBR Grã-Bretanha          |
| Arco recurvo aberto feminino (Detalhes)   | Wu Chunyan CHN China                           | Wu Yang CHN China                            | Elisabetta Mijno ITA Itália             |
| Arco composto W1 misto (Detalhes)         | Chen Minyi Zhang Tianxin CHN China             | David Drahonínský Šárka Musilová CZE Chéquia | Daila Dameno Paolo Tonon ITA Itália     |
| Arco composto aberto misto (Detalhes)     | Jodie Grinham Nathan MacQueen GBR Grã-Bretanha | Fatemeh Hemmati Hadi Nori IRI Irã            | Rakesh Kumar Sheetal Devi IND Índia     |
| Arco recurvo aberto misto (Detalhes)      | Elisabetta Mijno Stefano Travisani ITA Itália  | Merve Nur Eroğlu Sadık Savaş TUR Turquia     | Živa Lavrinc Dejan Fabčič SLO Eslovênia |

### Quadro de medalhas
País sede destacado
| Ordem | País               | Medalha de ouro | Medalha de prata | Medalha de bronze |    |
| ----- | ------------------ | --------------- | ---------------- | ----------------- | -- |
| 1     | CHN China          | 3               | 3                | 2                 | 8  |
| 2     | USA Estados Unidos | 2               |                  |                   | 2  |
| 3     | TUR Turquia        | 1               | 1                |                   | 2  |
| 4     | ITA Itália         | 1               |                  | 2                 | 3  |
| 5     | GBR Grã-Bretanha   | 1               |                  | 1                 | 2  |
|       | IND Índia          | 1               |                  | 1                 | 2  |
| 7     | CZE Chéquia        |                 | 2                | 1                 | 3  |
|       | IRI Irã            |                 | 2                | 1                 | 3  |
| 9     | POL Polônia        |                 | 1                |                   | 1  |
| 10    | SLO Eslovênia      |                 |                  | 1                 | 1  |
| TOTAL | TOTAL              | 9               | 9                | 9                 | 27 |